# Ninđucu
Ninđucu (jap.: 忍術; Ninjutsu), poznat još i kao Ninpo te Shinobijutsu, japanska borilačka vještina koja podučava vještinama poput špijunaže, prikupljanja informacija, snalaženja i preživljavanja u prirodi, skrivanja i prikradanja, kamuflaže, izbjegavanja neprijatelja, infiltracije, svladavanja prirodnih i umjetnih prepreka, boreu golim rukama, različitim oružjima i priručnim sredstvima i sl.

## Povijest
Ninđucu se najvjerojatnije pojavio u 13. stoljeću, u vrijeme pojave prvoga šogunata kojim je upravljao klan Minamoto. Bez obzira na to što u pisanim izvorima postoje mnoge proturječnosti, najvjerojatnije se radilo o odmetnutim seljacima, koji su, iscrpljeni stalnim terorom samuraja, čija klasa je tada doživljavala veliki uspon, a u nemogućnosti da im se suprotstave, potražili sigurnost u planinskim područjima Iga i Koga, na središnjem japansko otoku Honshu. U stalnome strahu, razvijali su vještine prikrivanja svojega prisustva na tom području a zajedno s time i vještine neopaženog kretanja i izbjegavanja otvorenog sukoba sa svojim neprijateljem. Nindža ili shinobi, kako su ih nazivali, stekli su reputaciju nevidljivih špijuna i atentatora, te su mnogi velikaši i vojskovođe koristili su njihove usluge kako bi postigli određene vojne ili političke ciljeve. Djelovanje samuraja uveliko je bilo ograničeno kodeksom časti, Bushidom, koji je samurajima strogo zabranjivao bilo kakve prikrivene aktivnosti i proglašavao ih nečasnim. Postoje pisani dokumenti koji potvrđuju da se i čuveni general Tokugawa, u svojim naporima da ujedini Japan koristio uslugama nindži, posredstvom slavnoga samuraja i poglavara nindži klana Hattorija Hanzoa (1541-1596).
Nindže, udruženi u klanove, koristeći se tipičnom gerilskom taktikom i obavijeni velom praznovjerja,  predstavljali su prijetnju i suprotnost postojećem feudalnom uređenju Japana. Izolirani od ostatka svijeta, razvili su osobite stilove i tehnike borbe, kao i vlastite filozofske i religiozne koncepte, pod jakim utjecajem prebjeglih kineskih disidenata, koji su kod nindži pronalazili utočište pred progonima u Kini. Prema nekim izvorima, Sun Cu i njegovo djelo Umjetnost ratovanja, odigrali su značaju ulogu u smjeru djelovanja, strategiji i ustroju nindži.
U prvoj polovici 16. stoljeća pojavljuju se i prve službene škole ninđucua, koje osniva Sakagami Taro Kunishige pod pokroviteljstvom obitelji Momochi - školu Gyokko Ryu Shitojutsu, a potom i Koto Ryu.
Uvježbavani od najranijeg djetinjstva, nindže su stekle u narodu reputaciju nemilosrdnih, neuhvatljivih "sjena" koje su posjedovale nadnaravne sposobnosti, poput "nestajanja", "letenja" i sl. Takva reputacija odgovarala je nindžama i dodatno su davali maha takvim pričama.
Feudalni gospodari nisu mogli dugo trpjeti pobunjeničke snage skrivene u planinama, koje su dobivale sve više pristaša i 3. studenog 1581. započinje teško razdoblje za sljedbenike ninđucua. Namjesnik japanske provincije Oda, šalje goleme trupe, oko 46.000 vojnika, koje zaposjedaju područje Iga. U teškim borbama, uvelike brojčano nadjačani, ninje su, njih ukupno oko 4000, bez obzira na to što su se srčano borili i bili pomagani lokalnim samurajima, pretrpjeli težak poraz. Malobrojni preživjeli raštrkali su se širom Japana te su, skriveni u gradovima i selima nastavili svoje djelovanje u još većoj tajnosti. Bez obzira na teške gubitke, ovaj poraz je, u stvari, pogodovao širenju ninđucua, jer nindže nisu više bili lokalni pobunjenici, nego su raširili svoju mrežu djelovanja po cijelom Japanu. 
Dolaskom Tokugawa šogunata na vlast, 1603. godine, dolazi do određenih promjena u smjeru djelovanja nindži. Dugo razdoblje mira na određeni način je usmjerio ninje na "civilne" zadatke, kao što su bili diskretne oružne pratnje trgovcima i lokalnim velikašima, otmice, ucjene, pribavljanje informacija, nadzor objekata i tjelesna zaštita pojedincima. Ninđucu u to doba doživljava pravi duhovni i filozofski procvat, no s druge strane, pojavljuju se i različiti razbojnici i kriminalci, koji su se, koristeći se strahom koji je u narodu postojao prema nindžama, predstavljali kao nindže te bivali uhvaćeni i pogubljeni. Na taj način nindže su gubile poštovanje koje su do tada uživale kao neutralna strana, koja pažljivo i promišljeno bira zadatke koje će preuzeti. U to vrijeme nisu bili rijetkost ni međusobni obračuni konkurentskih nindža klanova, kao ni "čišćenja" koje su lokalne samurajske policije vršile po gradovima i sumnjivim mjestima. Na taj način došlo je do nestanka većine nindža klanova do početka 18. stoljeća.
Povratkom carske vlasti, 1868., većina nindža klanova, inače odanih caru, raspršila se unutar tajnih službi i carske garde te nestala, dok su preostali klanovi postali, dobivši legitimitet, školama (ryu) ratničkih vještina.
Do današnjih dana, jedina uistinu autentična škola ninđucu jest Bujinkan dojo, koja povlači svoje korijene od Koto-ryu, Gyokko-ryu, Kuki Shinden-ryu, Togakure-ryu, Kumogakure ryu, Gikan Ryu, Shinden Fudo Ryu, Gyokushin ryu, Takagi Yoshin ryu škola, a čiji je Soke (nositelj tradicije - nasljednik) Masaaki Hatsumi, osnivač Bujinkan dojo-a prvi i jedini čovjek koji je ratničku vještinu ninđucu otvorio svijetu.

## Ninjutsu u Hrvatskoj
U Hrvatskoj se tradicionalna ratnička vještina Bujinkan Ninđucu, vježba u Zagrebu u Bujinkan Seishin Dojo-u (Škola Božanskog ratnika iskrenog srca), a čiji je Shibu Cho (glavni učitelj) za Hrvatsku, Dean Rostohar Shihan (Kugyo Happo Biken Menkyo Kaiden), direktni učenik Soke Masaaki Hatsumia i jedan od najviše rangiranih učitelja ninđucua u svijetu. Dean Rostohar Shihan je ovu vještinu učio direktno u Japanu, te je također upotrebljavao kao pripadnik Specijalnih postrojbi u Domovinskom ratu.
U Hrvatskoj se ninjutsu vježba od 1993. godine. Te je godine osnovan prvi službeni ninjutsu klub, Bujinkan Seishin Dojo. Pioniri ninjutsua u Hrvatskoj su Dean Rostohar i Davor Gašparović, danas shihani (veliki učitelji, veliki majstori) ove vještine.

## Ninjutsu danas
Tijekom 70-ih i 80-ih godina 20. stoljeća na zapadu, osobito u SAD-u, dolazi do golema interesa za egzotičnim istočnjačkim vještinama. Ogrnut velom tajnovitosti i mnogobrojnih mitova, ninđucu je do nas došao u obliku filmova, romana i priručnika sumnjiva sadržaja. U to vrijeme, ninđucu je u Japanu vježbalo tek nekoliko stotina ljudi, zgroženih publicitetom i držeći se podalje od novinara i avanturista koji su svim silama nastojali stupiti s njima u kontakt i otkriti njihove "tajne".
Prvi čovjek sa zapada kojemu je napokon uspjelo proniknuti u tajne ninđucua jest Izraelac Doron Navon, koji je 1979. godine primio dozvolu za instruktora od dr. Hatsumija i osnovao prvu legitimnu školu ninđucua izvan Japana.
Danas, ninđucu vježbaju deseci tisuća ljudi, svih dobi, u stotinama dvorana širom svijeta. Oslobođen nečasnog bremena prošlosti, ninđucu je, strogo nadziran od svoje matične škole i duhovnog vođe u Japanu, postao je izuzetno učinkovit, integralni sustav samoobrane.

## Oprema

### Odjeća (shinobi shozoku/do-gi)
- Shinobi shozoku - crni ili tamno plavi kimono, dovoljno širok, s mnoštvom džepova, u koja se sakrivaju oruđa i oružja Ninja ratnika. U Shinobi shozoku,također spada i kapuljača, koja je služila za prikrivanje lica i kamuflažu.
- Tabi - lagane čizme od čvrstog pamučnog materijala ili kože s razdvojenim palcem
- Obi - široki i dugački pojas od pamučnog materijala, koji je služio za držanje odjeće,ali i za sakrivanje raznog oružja i oruža, te se također mogao koristiti u razne svrhe od taktičkih do borbenih tehnika.
- Kyahan - štitnici oko potkoljenice, služili su da zategnu odjeću Ninje da ne šušti, no također su bili napravljeni i od tvrde lakirane kože u kombinaciji s metalom, koje su štitile potkoljenice od mogućih povreda u borbi.
- Katabichi - štitnici oko zglobova šake i podlaktice, koji su imali istu svrhu kao i Katabichi.

### Oružja
- Katana - Samurajski mač
- Ninja ken - nešto kraći, ravni mač u odnosu na tradicionalnu japansku katanu
- Bo, jo, hanbo - štapovi različitih dužina
- Shuriken - zajednički naziv za različite oštre predmete koji služe za bacanje
- Yari - tradicionalno japansko koplje s trokrakim šiljkom na vrhu
- Naginata - vrsta helebarde, duga oko 3m, s kratkim sječivom na vrhu
- Kusari - lanac u raznim dužinama. Fundo - utezi na krajevima lanca.
- Kyoketsu Shoge - nož s kamom i dugačkim užetom koje na kraju ima metalni obruč
- Yumi Ya - Luk i strijela
- Tanto - japanski nož

## Program ninđucu škole
- Seishin teki kyoyo - produhovljenje
- Tai jutsu - borba bez oružja
- Ninja ken - vještine borbe mačem
- Bo-jutsu - vještine borbe štapom
- Shuriken-jutsu - vještine bacanja različitih oštrih predmeta
- Yari-jutsu - borba kopljem
- Naginata-jutsu - borba helebardom
- Kusari-gama - borba oružjima na lancu
- Kayaku-jutsu - rukovanje eksplozivima i zapaljivim tvarima
- Henso-jutsu - skrivanje i kamuflaža
- Shinobi-iri - vještine prikradanja i infiltracije
- Ba-jutsu - vještina borbe na konju
- Sui-ren - vještine savladavanja vodenih prepreka i borbe u vodi
- Bo-ryaku - napredno poznavanje ratne strategije
- Cho ho - špijunaža
- Inton-jutsu - načini biježanja i skrivanja
- Ten-mon - poznavanje vremenskih prilika, meterologija
- Chi-mon - vještina iskorištavanja zemljopisnih osobitosti područja

## Tehnike i metode treninga (Taijutsu)
- Taihenjutsu – tehnike padova, kolutova, kotrljanja, skokova
- Shiho tenchi tobi – skokovi u svim smjerovima
- Kihon kamae – osnovni stavovi
- Uke nagashi - primanje i izbjegavanje udarca
- Shoshin no kata – forma početnih kretnji
- Gogyo no kata – kata pet prirodnih elemenata
- Kihon happo  – osnovno kretanje bez ograničenja
- Torite kihon kata koho – pet osnovnih hvatanja
- Kihon tehodoki - osnovna izvlačenja od uhvata za ruke
- Kihon Taihodoki - osnovna izvlačenja od uhvata za tijelo
- Ken kudaki – obrane od udarca šakom
- Keri kudaki – obrane od udarca nogom
- Jutaijutsu -  tehnike poluga, bacanja, zahvata, gušenja
- Hoken juroppo – 16 načina napadanja tijelom
- Sabaki Gata - tehnike kretanja u raznim smjerovima
- Happo geri kurai dori – neograničeno zadavanje udaraca nogom u svim smjerovima
- Nage kata – forme bacanja i savladavanja
- Nage waza – tehnike bacanja za obranu od visokih zahvata
- Shime waza – tehnike gušenja

Bujinkan Ninđucu sadrži tehnike iz devet različitih škola. Svaka od tih škola ima svoje načine izvođenja raznih tehnika, svoja oružja, svoje taktike borbe, itd. Stoga je vrlo teško navesti sve tehnike, kate, principe i načine borbe.